# Malmöfestivalen
Malmöfestivalen är en i Malmö återkommande festival i augusti varje år. Festivalen startades 1985 och är en föregångare och inspiratör till Stockholms Vattenfestival och Göteborgskalaset. Cirka 1,4 miljoner människor besöker den varje år. Många kända artister har uppträtt på festivalen, se nedan för namn. På Malmöfestivalen finns t.ex. dans- och DJ-tävlingar, debatter, modevisningar, konstinstallationer, karuseller och liknande, i parker, på gator och på torg. Stora återkommande evenemang på festivalen är kräftskivan på Stortorget och de många matstånden på Gustav Adolfs torg och Södergatan. Frågor om jämställdhet och miljö är viktiga för Malmöfestivalen, och har som enda festival i Sverige mottagit priset ”A Greener Festival” just för sitt miljöarbete. Festivalen är gratis och inga bokade platser finns. 2015 firade Malmöfestivalen 30-årsjubileum.
Tidigare var festivalen en enda lång festivalgata. Festligheterna började vid Triangelns köpcentrum och slutade en liten bit från Malmö centralstation. År 2005 flyttades en del av festivalen till Slottsparken och Kungsparken. Områdena vid Triangeln flyttades dit, delvis på grund av Citytunnelns byggnation. Sedan 2010 är festivalen tillbaka i centrala Malmö på platser som Stortorget, Posthusplatsen, Gustav Adolfs torg och Raoul Wallenbergs park. I maj 2020 meddelade man att detta årets festival skulle ställas in på grund av Coronavirusutbrottet 2019–2021.
I mars 2021 beslutade man att festivalen skulle flyttas till Slottsparken, Kungsparken och Mölleplatsen istället. Detta eftersom möjligheterna för att anpassa den till det rådande pandemiläget var bättre där. Men bara två månader senare kom beskedet att festivalen måste ställas in även detta år.

## Starten
Idén till Malmöfestivalen kommer ursprungligen från Tyskland. I staden Kiel har man haft en festival i över hundra år som kallas Kieler Woche. Därifrån kom inspirationen till Malmöfestivalen. 1985 ägde den första festivalen rum, efter att ha planerats sedan året innan. 50 försäljningsstånd byggdes av ungdomslag på tre månader och Röda Korset sydde markiser. En affisch och symbol togs fram för festivalen. Fem konstnärer fick visa upp sina förslag. Förslaget som vann ritades av Anders Österlin. Hans affisch föreställde en näktergal, och det blev symbol för Malmöfestivalen. Han valde en näktergal eftersom Malmö har många parker och näktergalen trivs i dessa. Näktergalen fanns länge kvar som symbol för Malmöfestivalen, men togs bort 1995. Istället gick man över till en enkelt tecknad text med ”Malmöfestivalen” i svart och rött. Redan första året gick festivalen över förväntan. Det var det största festarrangemanget i Malmös historia sedan 1914 då Baltiska utställningen ägde rum.

## Drakbåtarna
Drakbåtarna var länge en viktig företeelse under festivalen. Drakbåtstävlingen gick ut på att olika betalande företag i Malmö utmanade varandra genom att paddla 300 meter längs kanalen på kortast möjliga tid. Det började premiäråret 1985, då bara 16 lag tävlade mot varandra. Redan året därpå hade intresset stigit för tävlingen, och år 1996 hade det blivit så stort att hela 640 lag deltog. Efter det sjönk deltagandet något, och år 2003 deltog ”endast” 310 lag. Till tävlingen skapades fantasifulla dräkter och roliga namn på lagen. Intresset för den svalnade dock mer och mer vilket gjorde att man bestämde sig för att slopa den. 2006 gick så den sista tävlingen av stapeln. Till 30-årsjubileet 2015 beslutade festivalledningen att återigen anordna en Drakbåtsfestival i samarbete med Malmö Roddklubb.

## Kräftskivan
En stor kräftskiva inleder varje år Malmöfestivalen och traditionsenligt medverkar musikgruppen Grus i dojjan. Startåret 1985 ville man göra något speciellt, och det blev en måltid för hela Malmös befolkning. Den hålls på Stortorget under bar himmel. Kommunen ansträngde sig när det gällde att ordna en leverantör som kunde leverera 1,5 ton kräftor. Det första året 1985 kostade det 5 kronor för fem kräftor, och 5 kronor för smör, bröd, ost, en rolig hatt och en haklapp. Festivalölen kostade också 5 kronor. Därefter har man fått betala det dubbla priset jämfört med 1985. Numera får deltagarna medta sina egna kräftor, övrig mat och dryck. Redan det första året åt ca 12 000 malmöbor 59 985 stycken kräftor på bara två timmar. En representant för Guinness Rekordbok räknade med hjälp av stadens turistchef Carl-Erik Frantzén. Efter måltiden fick Malmö certifikat med bevis på det nya världsrekordet. Rekordet från det året har förbättrats vid flera andra Malmöfestivaler. Redan året efter fick Malmö ett nytt världsrekord på 83 982 kräftor. År 1989 kom ännu ett världsrekord på 87 480 kräftor, och till senast, år 1994 kom Malmöfestivalens senaste världsrekord på 91 500 kräftor. Det rekordet har dock senare blivit slaget av Dalarna.[källa behövs]

## Miljö
Malmöfestivalen ska bidra till en långsiktigt hållbar utveckling för stora evenemang och ytterligare stärka Malmös profil som hållbar stad. Det ansvaret har Malmöfestivalen tagit på allvar sedan 2009, då det påbörjades ett systematiskt arbete för att minska miljöpåverkan för varje år som går. Malmöfestivalen har erhållit en rad utmärkelser för sitt miljöarbete, bland annat det internationellt erkända priset A Greener Festival Award.

## Stora artister
- 1986 – Jerry Williams
- 1988 – Katrina and the Waves
- 1988 – Peps Blodsband
- 1988 – Popol Vuh
- 1988 – Ajax
- 1989 – Lill Lindfors
- 1989 – Drifters
- 1995 – Real Group
- 1995 – Staffan Hellstrand
- 1995 – Ardis
- 1995 – Bo Kaspers Orkester
- 1995 – The Cardigans
- 1995 – Sanne Salomonsen
- 1997 – Ainbusk Singers
- 1997 – Dilba
- 1997 – Jumper
- 1997 – The Latin Kings

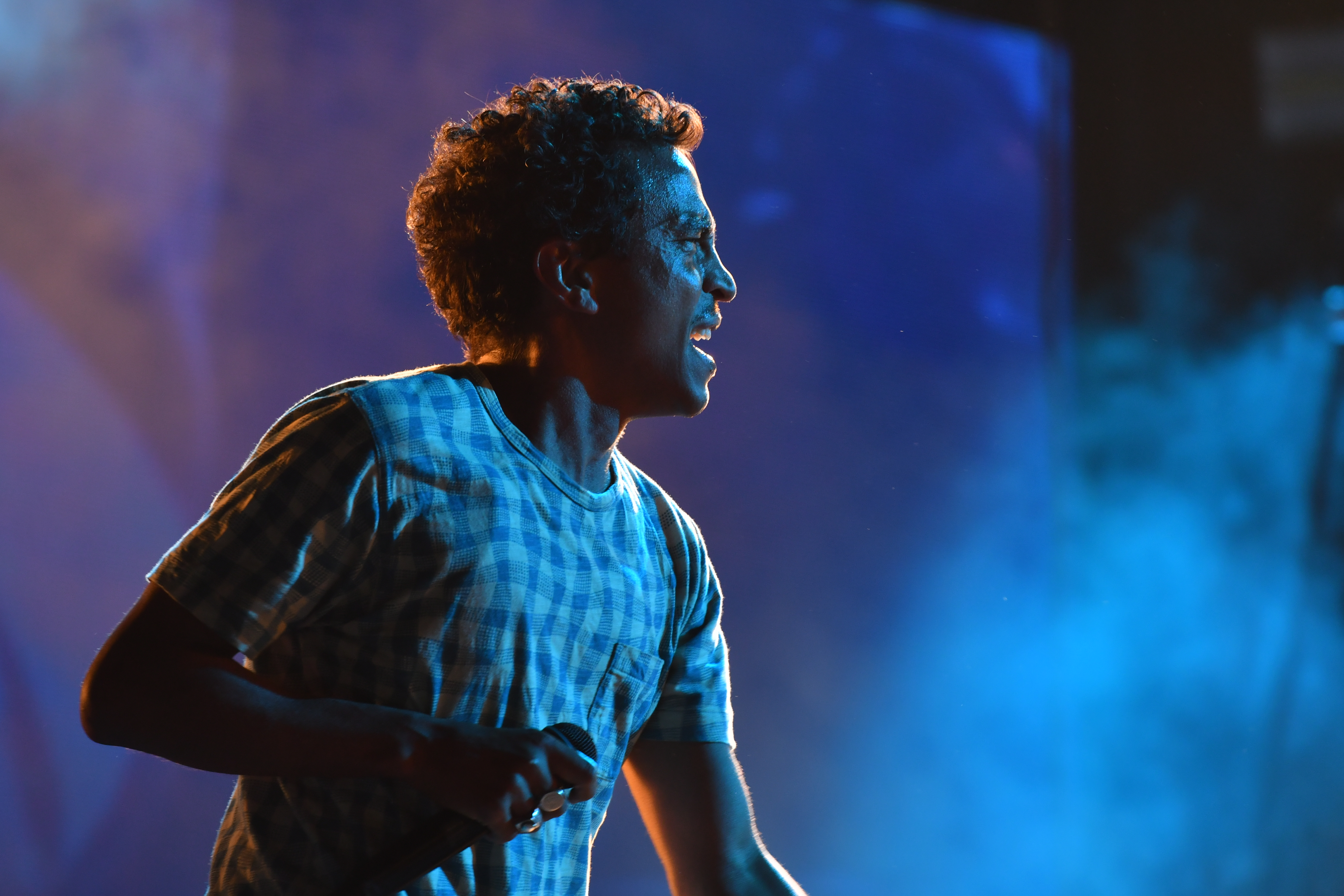
Timbuktu och Damn! 2018.

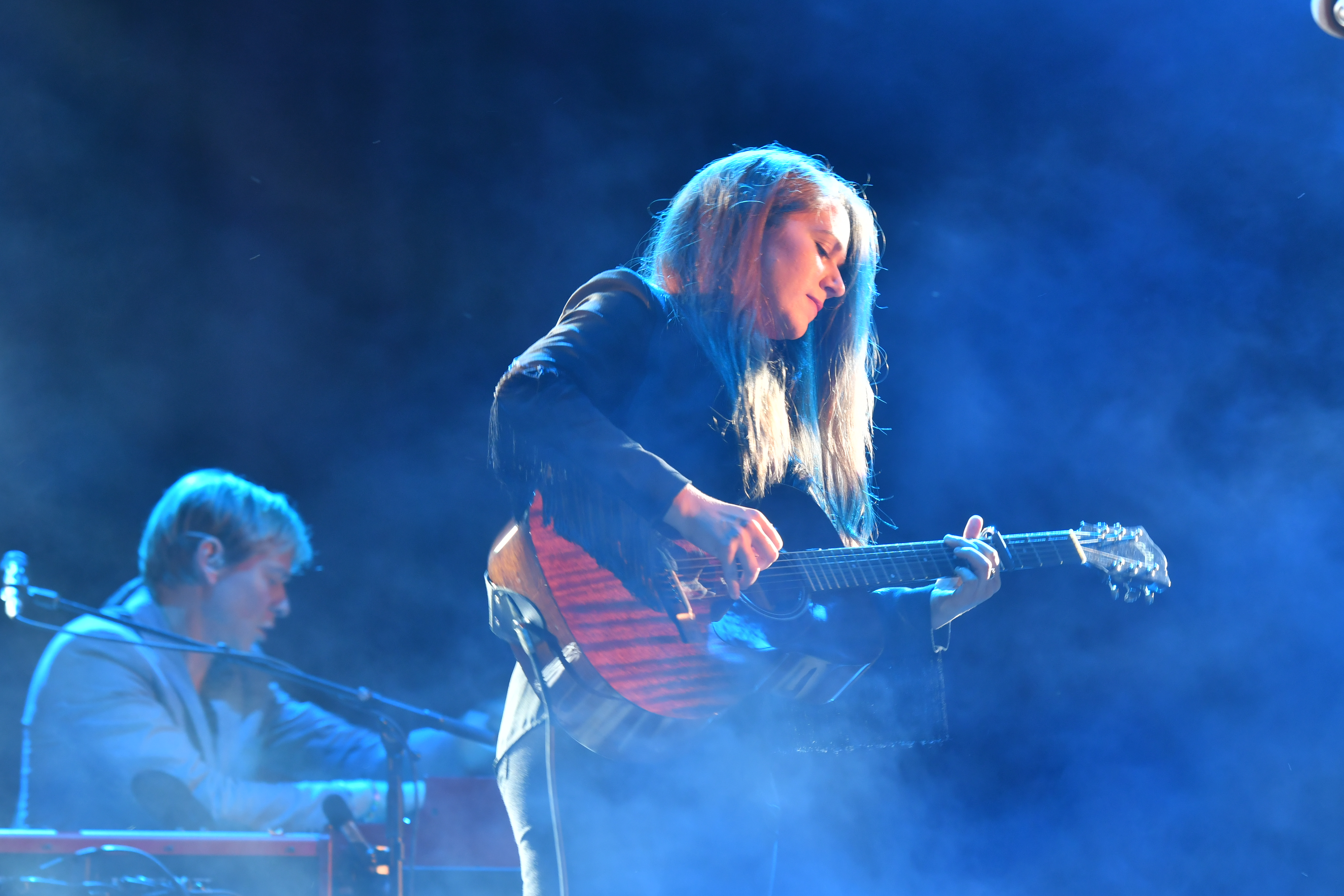
Melissa Horn 2018.

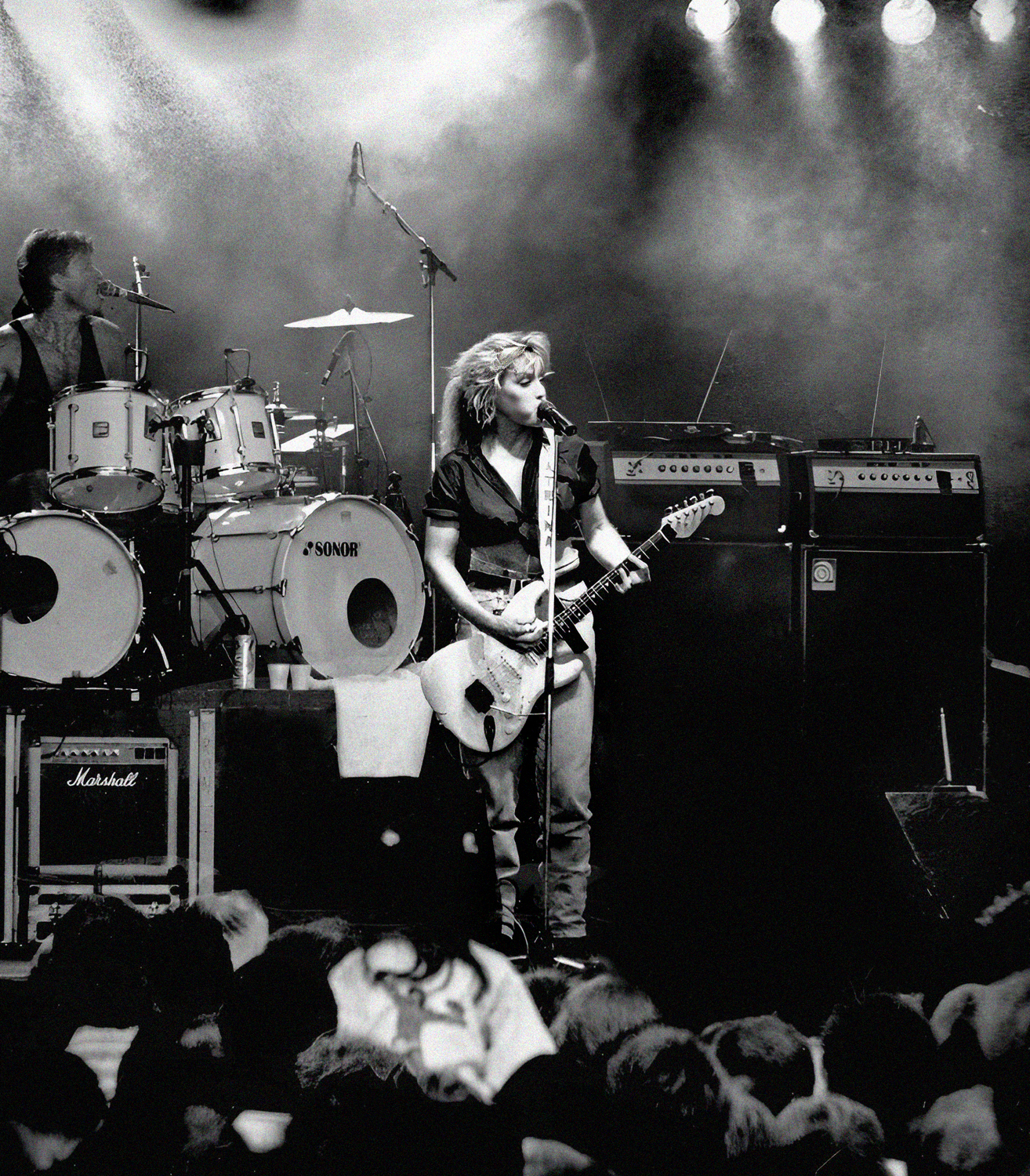
Katrina and the Waves 1988.

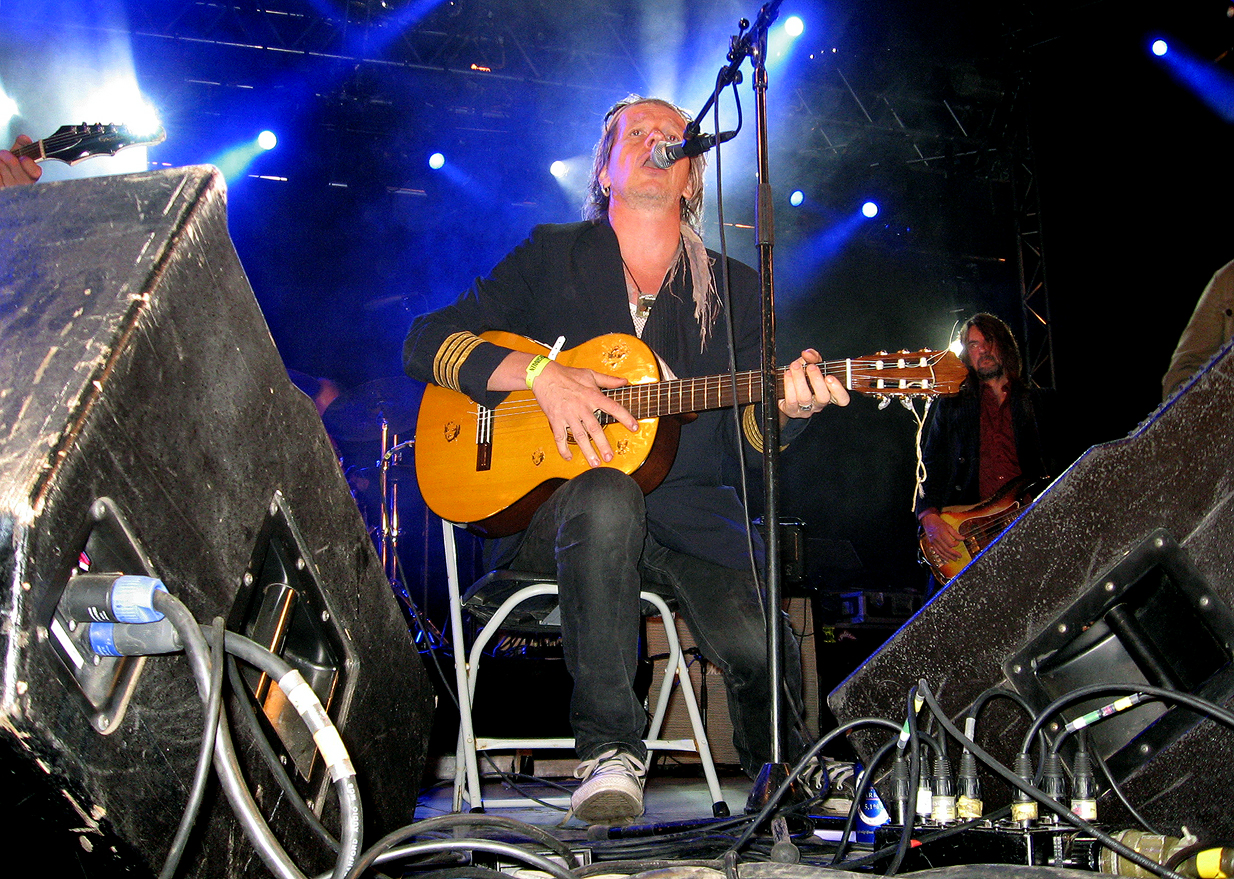
Stefan Sundström 2007.

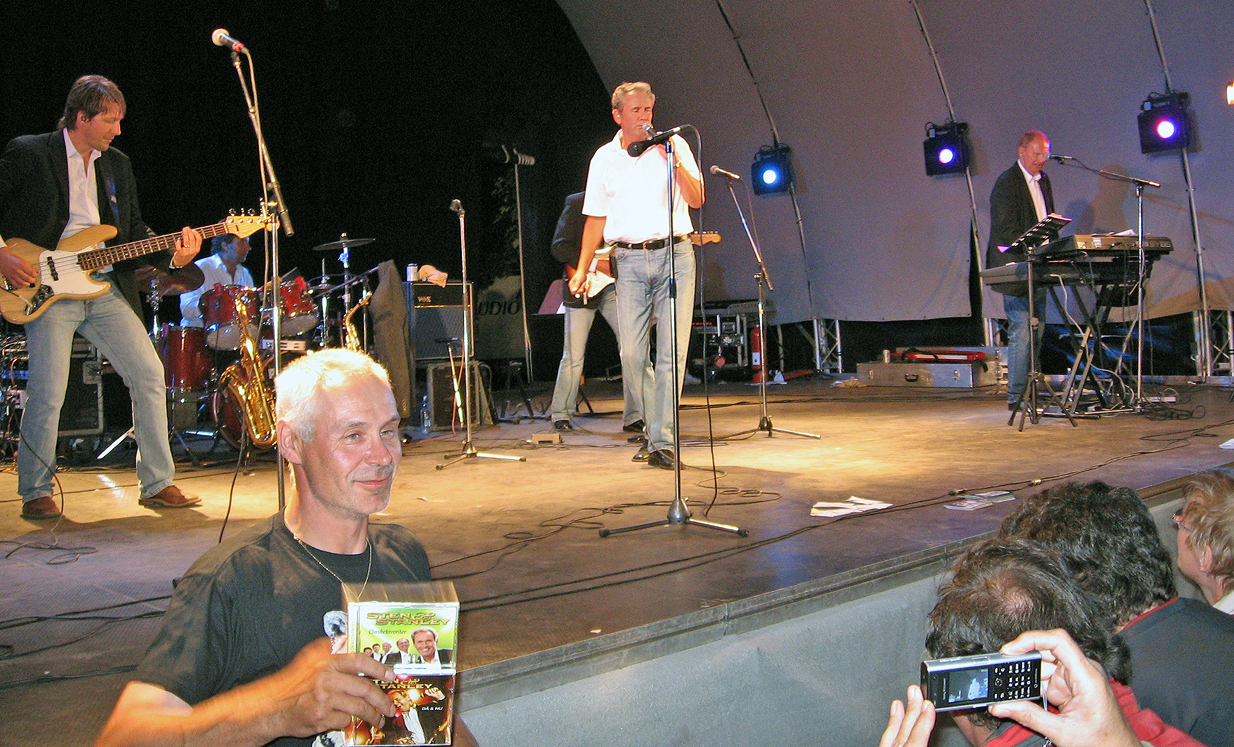
Sten & Stanley spelade på dansbandsscenen under Malmöfestivalen 2006.

- 1997 – Viktoria Tolstoy och Esbjörn Svensson Trio
- 1997 – Wille Crafoord
- 1997 – Jan Malmsjö
- 1997 – Helen Sjöholm
- 1997 – Ossler
- 1998 – Jill Johnson
- 1998 – Anders Glenmark
- 1998 – Weeping Willows
- 1998 – Lisa Ekdahl
- 1998 – Stefan Sundström
- 1998 – Backyard Babies
- 1999 – Charlotte Nilsson
- 1999 – Thomas DiLeva
- 1999 – Papa Dee
- 1999 – LOK
- 2000 – Lars Winnerbäck
- 2000 – Markoolio
- 2000 – Anne-Lie Rydé
- 2000 – Brainpool
- 2000 – Louise Hoffsten
- 2000 – Mikael Wiehe
- 2001 – Orup
- 2001 – Arvingarna
- 2002 – Carola
- 2002 – Torsson
- 2002 – Kaah
- 2002 – Povel Ramel
- 2002 – Patrik Isaksson
- 2002 – Timbuktu
- 2002 – Ceasars Palace
- 2002 – Tommy Nilsson
- 2002 – The Wannadies
- 2002 – Eskobar
- 2003 – Robyn
- 2003 – The Ark
- 2003 – Wilmer X
- 2003 – Hammerfall
- 2003 – Lisa Nilsson
- 2004 – Marit Bergman
- 2004 – Petter
- 2004 – Svenska Akademien
- 2004 – The Jon Spencer Blues Explosion
- 2004 – Goran Kajfes
- 2004 – Ane Brun
- 2004 – Freddie Wadling
- 2004 – Teddybears STHLM
- 2004 – Sahara Hotnights
- 2004 – Lisa Miskovsky
- 2005 – Bergman Rock
- 2005 – Lady Saw
- 2005 – Christian Walz
- 2005 – Tinariwen
- 2005 – Laibach
- 2005 – Eldkvarn
- 2005 – Rigmor Gustafsson
- 2005 – Lasse Stefanz
- 2005 – Nanne Grönvall
- 2005 – Robyn
- 2005 – Anna Ternheim
- 2005 – The (International) Noise Conspiracy
- 2005 – The Soundtrack Of Our Lives
- 2005 – Håkan Hellström
- 2005 – The Raveonettes
- 2006 – Alice in Videoland
- 2006 – Yeah Yeah Yeahs
- 2006 – Laakso
- 2006 – Sten & Stanley
- 2006 – Joddla med Siv
- 2006 – Lena Philipsson
- 2006 – Advance Patrol
- 2006 – S.P.O.C.K
- 2006 – Snook
- 2006 – Electric Banana Band
- 2006 – Agnes
- 2006 – Amy Diamond
- 2006 – BWO
- 2006 – Christer Sjögren
- 2006 – Gogol Bordello
- 2006 – Black Jack
- 2006 – The Sounds
- 2007 – Caroline Af Ugglas
- 2007 – Stefan Sundström
- 2007 – Kristian Anttila
- 2007 – Laakso
- 2007 – Mando Diao
- 2007 – Vive la Fête
- 2007 – Marit Bergman
- 2007 – Hammerfall
- 2007 – Melody club
- 2007 – The Ark
- 2007 – Familjen
- 2007 – Slagsmålsklubben
- 2008 – Emil Jensen
- 2008 – Alice in Videoland
- 2008 – Arash
- 2008 – Billie the vision and the dancers
- 2008 – Caesars
- 2008 – Clutch
- 2008 – Dropkick Murphys
- 2008 – Familjen
- 2008 – Flogging Molly
- 2008 – Junior Boys
- 2008 – Kaizers Orchestra
- 2008 – Slagsmålsklubben
- 2008 – The Last Poets
- 2008 – Looptroop Rockers
- 2008 – Etienne de Crecy
- 2009 – Lady Sovereign
- 2009 – Bob Hund
- 2009 – Deportees
- 2009 – A Camp
- 2009 – Maria McKee & Esther Rose Parkes
- 2009 – Anna Järvinen
- 2010 – Band of Horses
- 2010 – Booka Shade
- 2010 – Familjen
- 2010 – Shout Out Louds
- 2010 – Amanda Jenssen
- 2010 – Kapten Röd
- 2010 – Johnossi
- 2010 – Salem Al Fakir
- 2011 – The Ark
- 2011 – Ghost
- 2011 – Entombed
- 2012 – Timbuktu och Damn!
- 2012 – The Hives
- 2013 – The Avett Brothers
- 2013 – Eva Dahlgren
- 2013 – Oskar Linnros
- 2013 – Panda da Panda
- 2013 – Petra Marklund
- 2013 – Mando Diao
- 2013 – Seun Kuti & Egypt 80
- 2013 – Mac Miller
- 2014 – First Aid Kit
- 2014 – Timbuktu och Damn!
- 2015 – Maskinen
- 2015 – Zara Larsson
- 2015 – Thåström
- 2015 – Maja Francis
- 2016 – The Sounds
- 2016 – Omar Souleyman
- 2016 – Danko Jones
- 2016 – Melissa Horn
- 2016 – Ane Brun
- 2018 – Steve Angello
- 2022 – Maja Francis

## Bilder

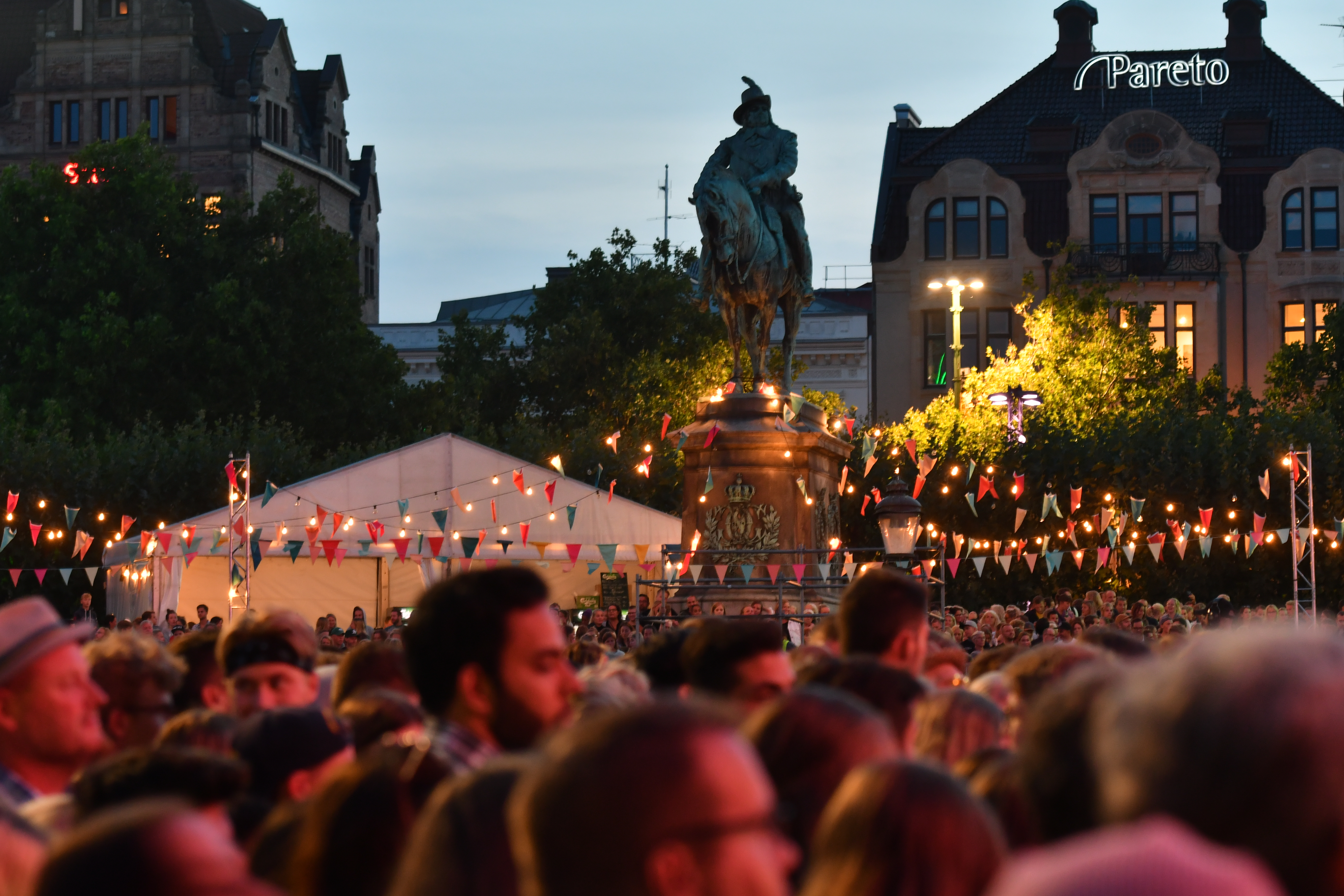
Folkhav på Stortorget.
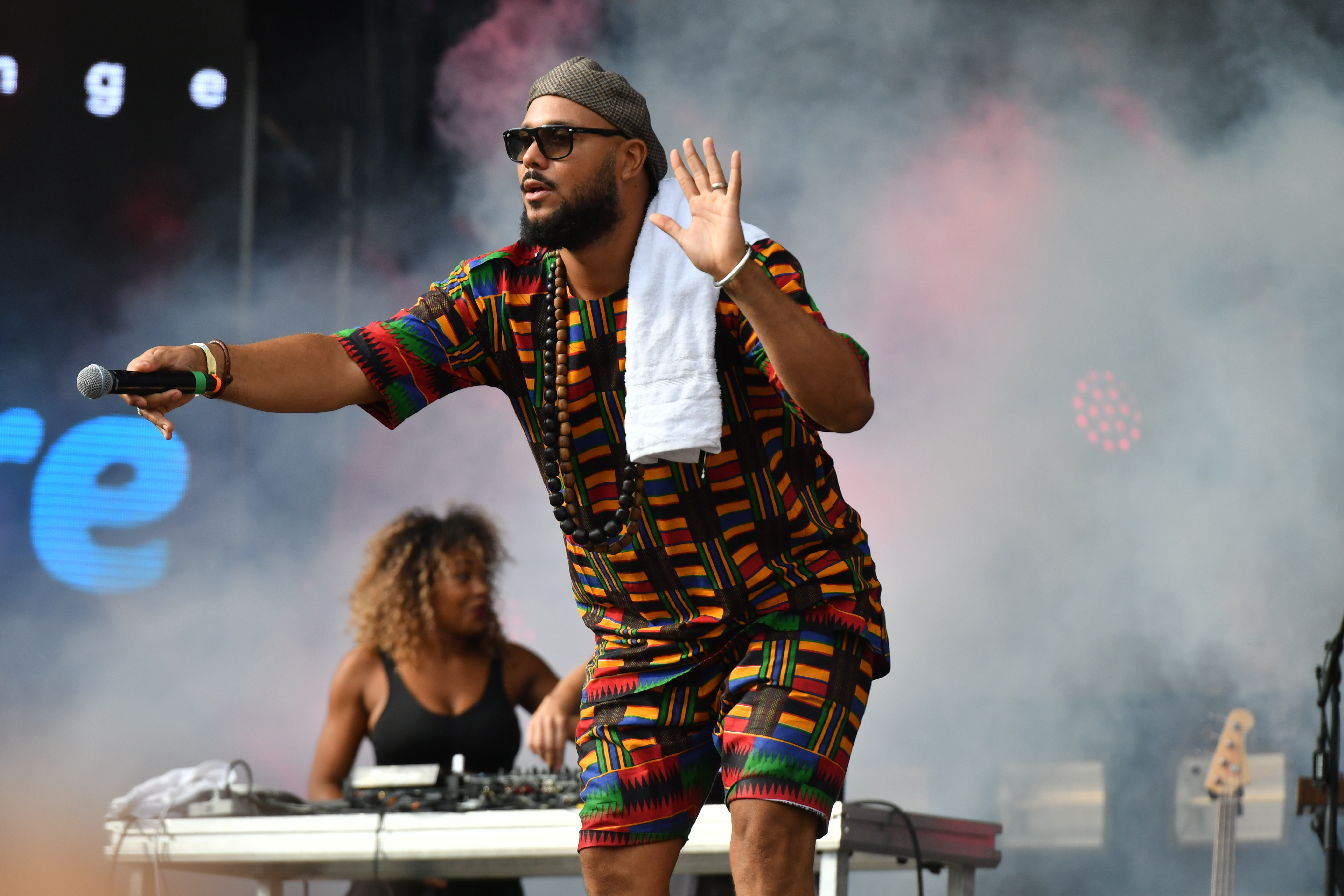
Kaliffa på Malmöfestivalen.
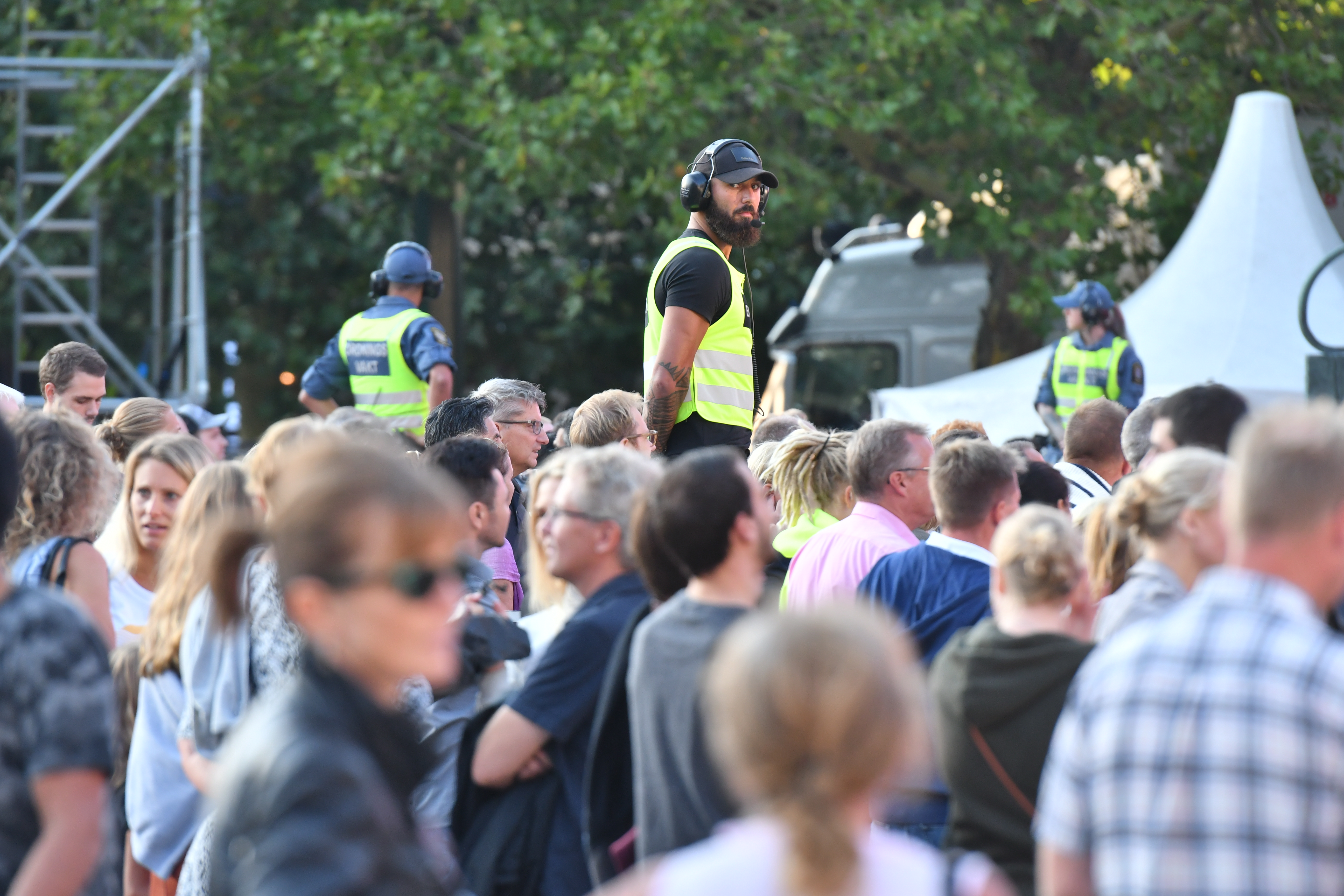
Publikkontroll.
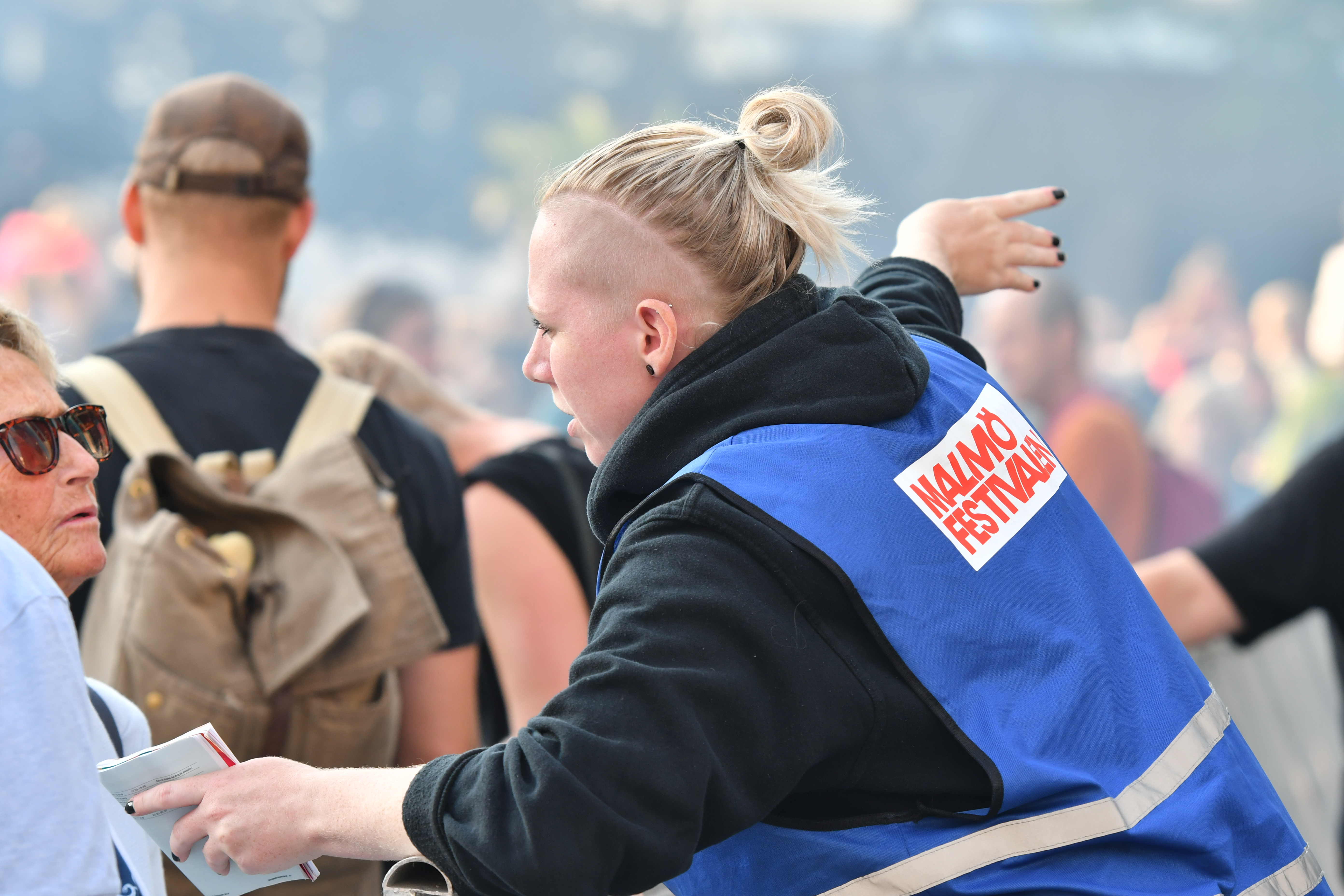
Festivalarbetare.
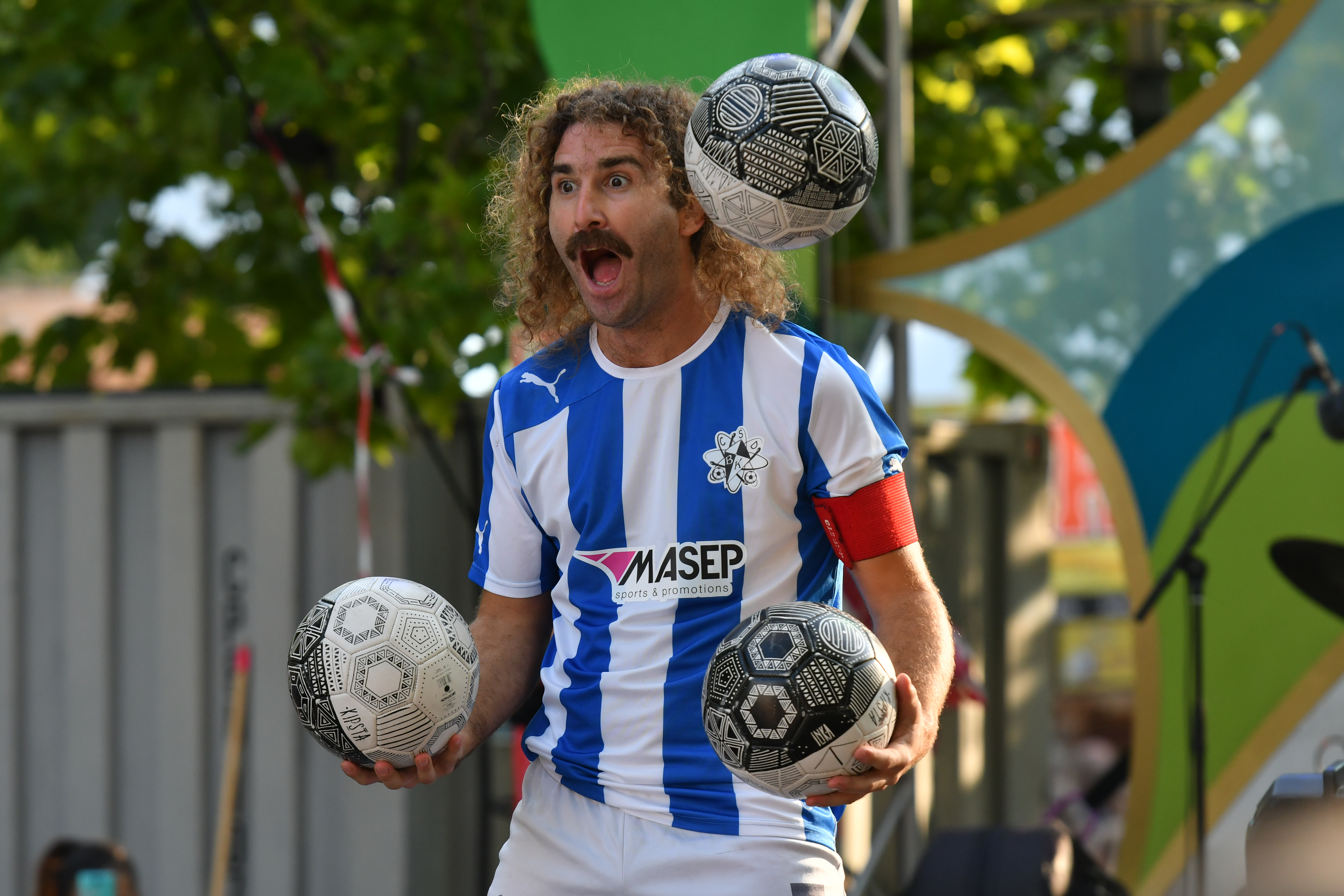
Fotbollstricks.
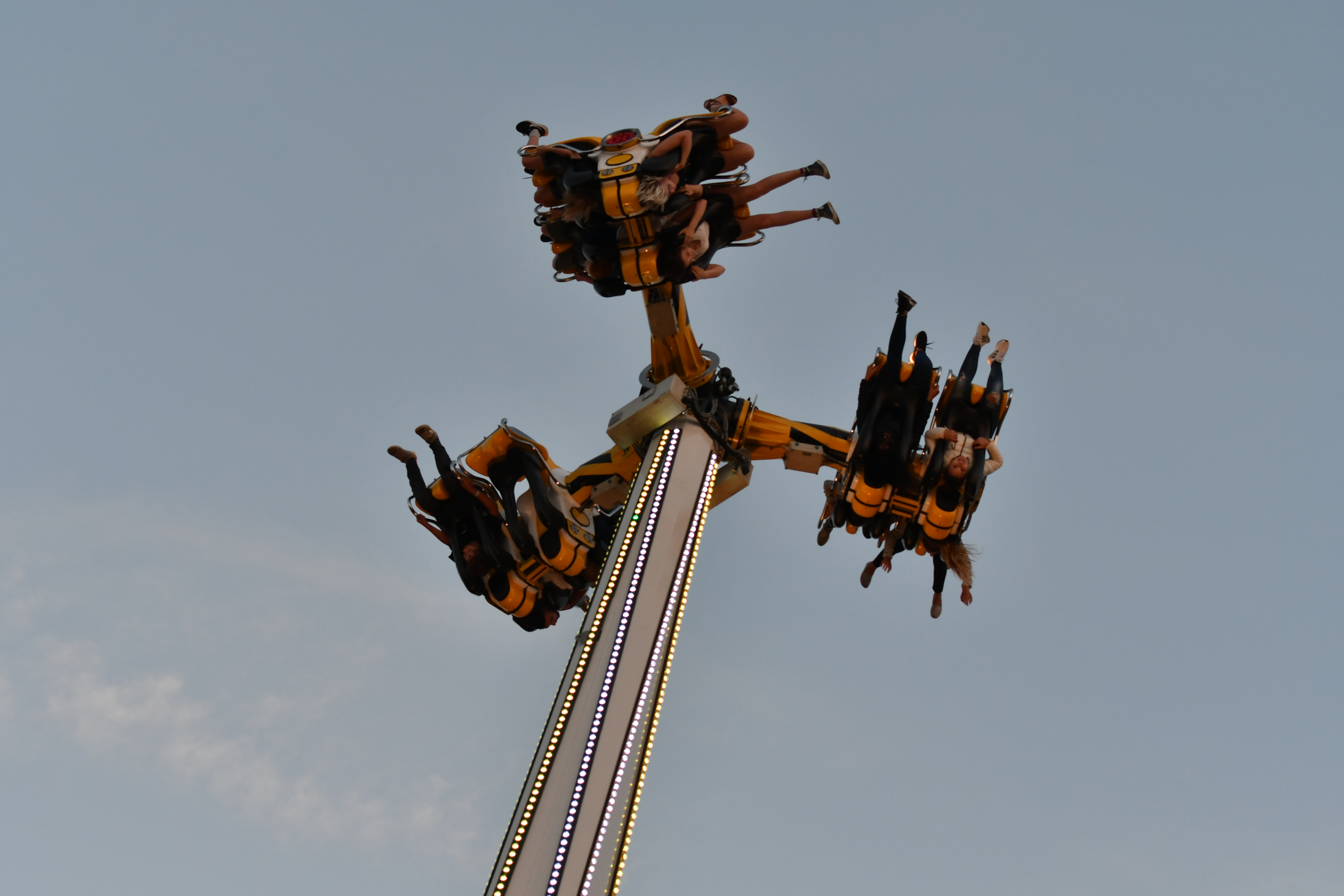
Tivoliattraktion.